# Richard Lloyd
Richard Lloyd (nascido em 25 outubro de 1951, em Pittsburgh, Pennsylvania) é um guitarrista, cantor e compositor norte americano, mais conhecido por ser um dos membros fundadores da banda de rock Television.

## Discografia solo
- Alchemy (Elektra 1979)
- Field of Fire (Moving Target/Celluloid Records 1986) - lançado em CD pela Reaction Recordings
- Real Time (1987)
- The Cover Doesn't Matter (2001)
- The Radiant Monkey (2007)
- The Jamie Neverts Story (2009)
- Lodestones (2010)
- Rosedale (2016)
- The Countdown (2018)